# Franc-maçonnerie en Pologne
La franc-maçonnerie en Pologne traite de différents aspects de la franc-maçonnerie en Pologne.

## Histoire

### Origines de la franc-maçonnerie polonaise
La franc-maçonnerie est apparue en Pologne dès 1730 et s’y est développée tout au long du XVIIIe siècle.

### AuxXVIIIeetXIXesiècles
Les frères polonais participèrent à la rédaction de la Constitution promulguée le 3 mai 1791, dont l’esprit s’inspire de la philosophie des Lumières.

### XXIesiècle
Le 16 novembre 2024 s'est tenu au Palais Działyński, la XXVIIe Convention du Grand Orient de Pologne, qui coïncide avec la célébration du 240e anniversaire de la fondation du Grand Orient de Pologne et de Lituanie et de l’adoption de sa Constitution de 1784.